# Orde del Drac
L'orde del Drac, en llatí Societas Draconistrarum, i en alemany: Drachenorden i en hongarès: Sárkány Lovagrend, fou un orde militar del Sacre Imperi Romanogermànic, instituït pel rei d'Hongria Segimon I, futur emperador, el 1408, per lluitar contra l'Imperi Otomà i l'heretgia hussita. Declinà amb la mort del fundador, poc després de 1437 i s'extingí poc després de 1453.

## Història
L'orde fou fundat el 13 de desembre de 1408 per Segimon, llavors rei d'Hongria, en forma de confraria amb l'objectiu de combatre contra els turcs i defensar d'ells el Sacre Imperi, a més d'aconseguir el suport dels nobles, amb els quals havia guerrejat durant cinc anys. Segons alguns historiadors, l'orde s'hauria fundat ja el 1387, quan Segimon fou nomenat rei d'Hongria.
La fundació es donà immediatament després de la campanya contra els croats i bosnians, la victòria en la Batalla de Dobor (el 12 de desembre), que comportà la mort de bona part de la noblesa de Bòsnia i el pacte segellat el mateix 1408, quan Segimon es casà amb la filla de Hermann II, Bàrbara de Celje.
A diferència d'altres ordes similars, quan es confirmaren els estatuts de la confraria, el títol de cavaller no era requeriment per a ser admès a l'orde. Aquest tampoc no tenia un sant patró, ni una seu general ni feia assemblees periòdiques. El 1433, els estatuts de la confraria foren confirmats pel papa Eugeni IV. Els estatuts, en llatí, parlen d'una companyia (societas), els membres de la qual duen el signum draconis ('senyal del drac'), però no n'indiquen cap nom. Els esments contemporanis parlen de diversos noms: Divisa seu Societate Draconica, Fraternitas Draconum i d'altres. Probablement, seguí el model de l'orde de cavalleria fundada el 1318 pel rei Carles I d'Hongria, l'orde de la Milícia de Sant Jordi; això ha fet pensar que potser també tenia sant Jordi com a patró i que el drac feia referència a la llegenda d'aquest sant cavaller.
Els estatuts foren redactats el 1408 pel bisbe Eberhard de Nagyvárad, canceller de la cort imperial. S'hi diu que l'orde es funda "per esclafar les llavors pernicioses del pèrfid enemic i dels seguidors de l'antic drac, i dels cavallers pagans, cismàtics i altres nacions de fe ortodoxa, i aquells envejosos de la creu de Crist i dels nostres regnes...". Així, l'objectiu era la lluita contra "el pèrfid enemic", que eren els turcs otomans que amenaçaven les fronteres. Els símbols dels cavallers eren l'ouroboros (el drac mossegant-se la cua, formant un cercle) i la creu vermella, portada sobre mantell blanc.
L'objectiu polític n'era garantir la fidelitat dels nobles al rei, i els membres juraven lleialtat al rei, la reina i llurs successors, a més de jurar protegir els interessos reials, a canvi de la protecció reial, càrrecs i honors. No es limità, però, a ser un orde de cavalleria honorífic, sinó que també incorporà objectius típics dels antics ordes militars, com la lluita contra els infidels (otomans o heretges) dins l'esperit de croada.

Ouroboros de l'orde: el drac en cercle, amb la creu sobre el llom
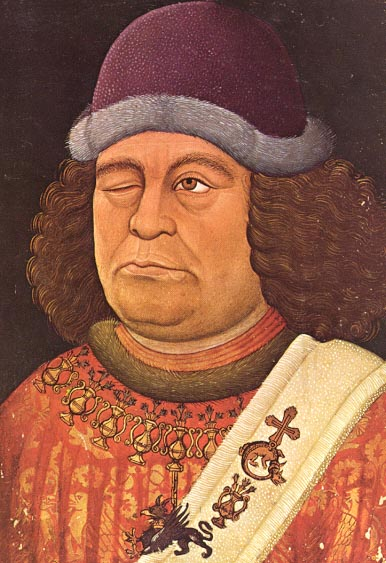
Retrat d'Oswald von Wolkenstein en un manuscrit de 1432; el cavaller porta la insígnia de l'orde del Drac
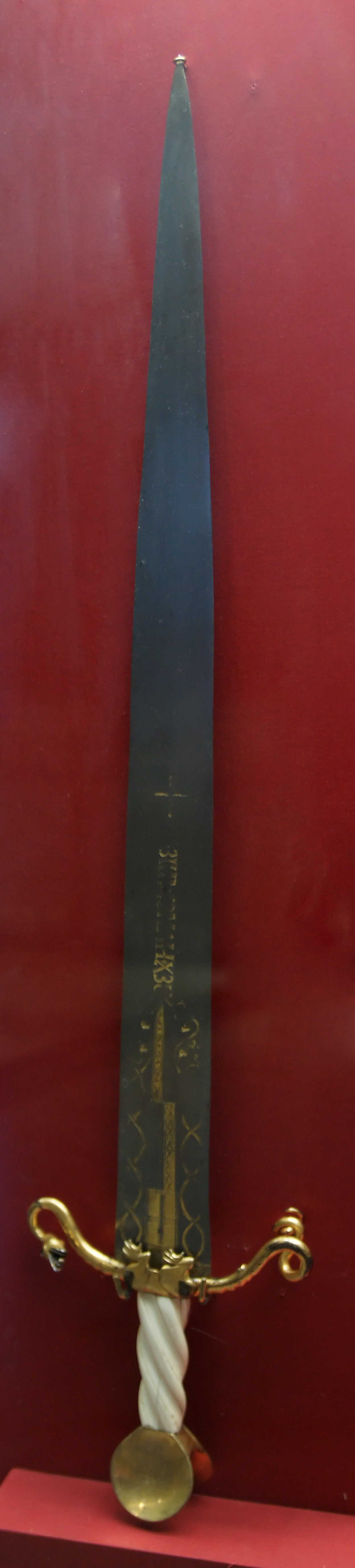
Espasa cerimonial de l'orde, 1433 (Viena, Kunstshistorisches Museum)

L'orde es difongué ràpidament per l'Europa oriental, en l'àrea d'influència de l'imperi: Bohèmia, Hongria, Polònia, Sèrbia i els principats del Danubi (l'actual Romania). També a Alemanya, Àustria, Itàlia. Als 24 membres inicials, s'afegí una segona classe de cavallers, entre els quals hi havia membres de la reialesa europea, encara que no juressin lleialtat a Segimon: així, Enric V d'Anglaterra o el rei Alfons el Magnànim d'Aragó i Nàpols, que s'hi adherí per combatre els musulmans. També en formaren part el duc Ernest I d'Habsburg (1409), el gran duc Vitautas I de Lituània (1429 o 1431), János Hunyadi i Vlad II de Valàquia Dracul. En vida del fundador, l'orde es convertí en la més important i influent d'Hongria. Els membres de l'orde donaren suport a la política de Segimon lluitant contra els partidaris de Jan Hus, massacrant un gran nombre de camperols que el seguien.
L'orde declinà poc després de la mort del seu fundador, el 1437; el 1453, després de presa de Constantinoble, quedà reduït als territoris més amenaçats pels otomans: Hongria, Valàquia i Sèrbia, i desaparegué. El símbol del drac en cercle fou adoptat en diversos blasons de nobles de la regió.
Un orde Reial i Cortesà del Drac en l'actualitat és una recreació no autoritzada d'aquest orde medieval. No és considerat oficialment un orde de cavalleria legítim, però ell mateix se'n proclama successor de l'històric i ha guanyat adeptes.